# Мирополь (Днепропетровская область)
Мирополь (укр. Миропіль) — село, Иверский сельский совет, Солонянский район, Днепропетровская область, Украина.
Код КОАТУУ — 1225083005. Население по переписи 2020 года составляло 339 человека .

## Географическое положение
Село Мирополь находится на расстоянии в 2 км от села Александровка и в 2,5 км от села Кашкаровка. По селу протекает пересыхающий ручей с запрудой.